# ISO 3166-2:IM
ISO 3166-2:IM은 지리 식별 부호(geocode)를 정의하는 ISO 표준인 ISO 3166-2의 일부이며, 맨섬에 적용된다. IM은 ISO 3166-1에서 할당된 국가 코드를 사용한다. 현재는 ISO 3166-2에서 할당된 코드가 없다. 맨섬은 영국의 해외 영토로, ISO 3166-2:GB 산하에 있기도 하다.